# Raphitoma azuari
Raphitoma azuari is een slakkensoort uit de familie van de Raphitomidae. De wetenschappelijke naam van de soort werd voor het eerst geldig gepubliceerd in 2020 door Pelorce en Horst.